# François Grognier
François Grognier, detto anche Grogniet, soprannominato Chasse-Marée o Cachemarée (Francia, XVII secolo – Guayaquil, aprile 1687), è stato un pirata francese.

## Biografia
François Grognier nacque in Francia,  e da giovane entrò in marina arrivando fin  nei mari caraibici. Nel 1681 ottenne dal governatore di Santo Domingo l'incarico come corsaro per compiere attacchi contro le navi spagnole dell'area, missione per cui operò lungo le coste del Venezuela e nella zona dell'isola di Trinidad.  A Trinidad venne però arrestato nel gennaio del 1682 dal marchese de Maintenon, Charles François d'Angennes, che gli confiscò il carico, lo privò dell'incarico di corsaro e gli ordinò di fare ritorno a Santo Domingo per dedicarsi esclusivamente ad attività lecite.
Grognier, deluso ed amareggiato dal comportamento delle istituzioni francesi, decise di iniziare la carriera come pirata nel 1683, a bordo di una nave da 70 uomini e 6 cannoni, la St. Joseph (o St. Françoise) assieme al noto pirata francese L'Escuyer. Nel marzo del 1685 assieme ad altri pirati francesi attaccò le navi dei bucanieri inglesi Francis Townley, Edward Davis, Charles Swan e Peter Harris. Con l'arrivo delle forze  di Mathurin Desmarestz e Pierre Le Picard il contingente pirata francese crebbe di potenza al punto che riuscì a farsi cedere dai pirati inglesi una nave spagnola catturata, la San Rosario (Sainte-Rose o Santa Rosa). In cambio Grognier diede a Davis la commissione di operare contro le navi spagnole.
Nel maggio del 1685 Grognier e i suoi attaccarono con un'azione combinata la flotta tesoriera spagnola. I bucanieri avevano un vantaggio di numeri e di navi , ma queste ultime erano scarsamente armate ed equipaggiate rispetto ai galeoni spagnoli. Solo le navi di Davis e Swan disponevano a bordo di cannoni di buona portata. Quando Grognier stava per attaccare a bordo della sua nave con 308 uomini, Davis ordinò la ritirata. Gli inglesi incolparono Grognier di riluttanza e del fallimento del piano per non essere intervenuto prima in loro soccorso e da quel momento la flotta si divise.
I francesi, sotto la guida di Grognier, si dedicarono quindi a razziare la costa dell'odierno Nicaragua, saccheggiando i villaggi che trovavano lungo il percorso. A Remedios (o forse presso l'isola di Quibo) incontrarono un vascello spagnolo che li attaccò incendiando la loro nave. Grognier ed i suoi bucanieri riuscirono a sbarcare fortunosamente e nel 1686 giunsero nei pressi dell'istmo di Darien dove vennero raccolti e salvati da Townley, il quale a sua volta aveva diviso le proprie forze da quelle di Swan.
Insieme il gruppo attaccò l'insediamento spagnolo di Grenada nell'aprile di quell'anno per poi dividersi nuovamente a maggio. Grognier si incontrò con alcuni pirati inglesi nel gennaio del 1687 e con questi concordò di saccheggiare Guayaquil. Grognier rimase ferito nell'attacco e venne riportato a bordo della nave, ma morì nell'aprile di quello stesso anno. Il mese successivo Davis e la sua compagnia vennero a sapere della morte di Grognier e che lo stesso Townley era rimasto ucciso a settembre a Panama. George Dew prese il comando delle forze inglesi mentre Le Picard prese il controllo dei filibustieri francesi di Grognier e fecero entrambi vela verso le indie occidentali.